# 無畏者約翰
无畏者约翰（法語：Jean sans Peur，1371年5月28日—1419年9月10日），勃艮第公爵，佛兰德伯爵、阿图瓦伯爵、尼维尔伯爵（1384–1404），1404年至1419年在位。
约翰于1396年名义上领导一支勃艮第十字军讨伐奥斯曼帝国，而实际上勃艮第根本不具备与土耳其人交锋的能力，这一年十字军在尼科堡战役（Nicopolis，也译作尼科波利斯）中惨败，约翰被俘；在支付巨额赎金之后，他在次年被释放。1404年，他继承了勃艮第公爵的爵位。
约翰继续执行其父的分离主义政策，企图使勃艮第变成一个完全独立的公国，并致力于加强对尼德兰的控制。1408年，约翰率勃艮第军队镇压列日市民起义。他与奥尔良公爵路易一世进行残酷的夺权斗争（所谓阿馬尼亞克派與勃艮第派內戰的斗争），以争夺患精神病的法王查理六世的摄政权。1407年，约翰派人刺杀了路易，此后他成为法国的摄政（至1413年）。
无畏者约翰曾支持1413年西蒙·卡博希领导的巴黎市民起义，企图利用这一运动打击奥尔良派；但在宫廷作出镇压的决定后，他就出卖了他的盟友。
为达个人目的，约翰在百年战争中支持英国人。从1417年开始，他与英格兰国王亨利五世结盟，对后者控制英吉利海峡起到很大作用。1418年在巴黎，大批阿马尼亚克派成员被杀。但出于对亨利五世的威力的担忧，他又转变结盟对象企图靠近法国宫廷。他在蒙特罗与王太子查理谈判时被阿马尼亚克派刺杀。

## 家庭
1385年，勃艮第公爵「無畏者」約翰与巴伐利亚的玛格丽特結婚，兩人共有1子4女：
1. 瑪格麗特（英语：Margaret of Nevers）（1393年—1442年）
2. 瑪麗（英语：Mary of Burgundy, Duchess of Cleves）（1393年—1466年）
3. 菲利普三世（1396年—1467年）
4. 安妮（英语：Anne of Burgundy）（1404年—1432年）
5. 阿格尼絲（英语：Agnes of Burgundy, Duchess of Bourbon）（1407年—1476年）

| 無畏者約翰 瓦盧瓦勃艮第王朝瓦盧瓦王朝的分支出生于：1371年5月28日逝世於：1419年9月10日 | 無畏者約翰 瓦盧瓦勃艮第王朝瓦盧瓦王朝的分支出生于：1371年5月28日逝世於：1419年9月10日 | 無畏者約翰 瓦盧瓦勃艮第王朝瓦盧瓦王朝的分支出生于：1371年5月28日逝世於：1419年9月10日 |
| 統治者頭銜                                                                            | 統治者頭銜                                                                            | 統治者頭銜                                                                            |
| ------------------------------------------------------------------------------------- | ------------------------------------------------------------------------------------- | ------------------------------------------------------------------------------------- |
| 前任者： 菲利普二世                                                                   | 勃艮第公爵 1404年–1419年                                                              | 繼任者： 菲利普三世                                                                   |
| 前任者： 菲利普二世                                                                   | 沙羅勒伯爵 1404年–1405年                                                              | 繼任者： 菲利普三世                                                                   |
| 前任者： 瑪格麗特二世或三世                                                           | 阿圖瓦、佛蘭德及勃艮第伯爵 1405年–1419年                                              | 繼任者： 菲利普三世                                                                   |
| 前任者： 瑪格麗特二世或三世                                                           | 尼維爾伯爵 1384年–1404年                                                              | 繼任者： 菲利普二世                                                                   |